# Anita Rée
Anita Clara Rée (ur. 9 lutego 1885 w Hamburgu, zm. 12 grudnia 1933 w Kampen na wyspie Sylt) – niemiecka malarka pochodzenia żydowskiego, przedstawicielka Nowej Rzeczowości.

## Życiorys
Urodziła się jako druga córka kupca hamburskiego Israela Rée i Klary Hahn. Wraz z siostrą Emilią zostały ochrzczone w wyznaniu ewangelicko-augsburskim i przystąpiły do konfirmacji.
Od roku 1905 uczyła się malarstwa u hamburskiego artysty Arthura Siebelista. Zwątpiwszy w swój talent, zwróciła się 1906 do Maxa Liebermanna z prośbą o ocenę prac. Liebermann pochwalił prace i doradził kontynuację studiów. Po zakończeniu nauki u Siebelista 1910 wraz z Franzem Nölkenem i Friedrichem Ahlers-Hestermannem założyła wspólną pracownię, jednak doszło do rozejścia się z powodu jej nieodwzajemnionego uczucia do Nölkena.
W zimie 1912/1913 została Anita Rée uczennicą Fernanda Légera w Paryżu i uczestniczyła w lekcjach rysunku aktu, co wywołało w Niemczech oburzenie. W twórczości ujawniły się wpływy Picassa, Matissa i Cézanne’a.
W roku 1919 została współzałożycielką Hamburskiej Secesji. W latach 1922–1925 mieszkała głównie w Positano we Włoszech. W twórczości przyjęła styl Nowej Rzeczowości.
Od roku 1926 zamieszkała w Hamburgu. W latach 1929 i 1931 wykonała malarstwo ścienne w dwóch szkołach wzniesionych według projektu Fritza Schumachera.
W roku 1930 otrzymała zlecenie na wykonanie tryptyku św. Ansgara we wznoszonym kościele pod wezwaniem tego świętego w Hamburgu-Langenhorn. Zleceniodawcy nie byli zadowoleni z przedstawionego projektu i wycofali zlecenie.
Już w roku 1930 działacze NSDAP wypomnieli Anicie Rée jej „niearyjskie” pochodzenie.
W roku 1932 przeniosła się z Hamburga na wyspę Sylt. 25 kwietnia 1933 została wykluczona z hamburskiego zrzeszenia plastyków. 12 grudnia 1933 popełniła samobójstwo, zażywając znaczną ilość środków nasennych.
Jej dzieła miały zostać usunięte ze zbiorów Kunsthalle w Hamburgu jako „sztuka wynaturzona”, ale gospodarz muzeum, Wilhelm Werner, ukrył je w swoim mieszkaniu, dzięki czemu ocalały przed zniszczeniem.

## Kamienie pamięci
Pamięci Anity Rée poświęcono kamienie pamięci, umieszczone koło jej mieszkania na wyspie Sylt i w Hamburgu.

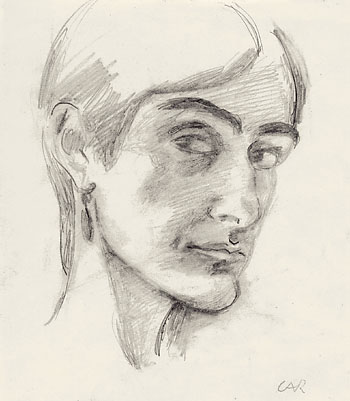
Autoportret, 1932
Teresina, 1925
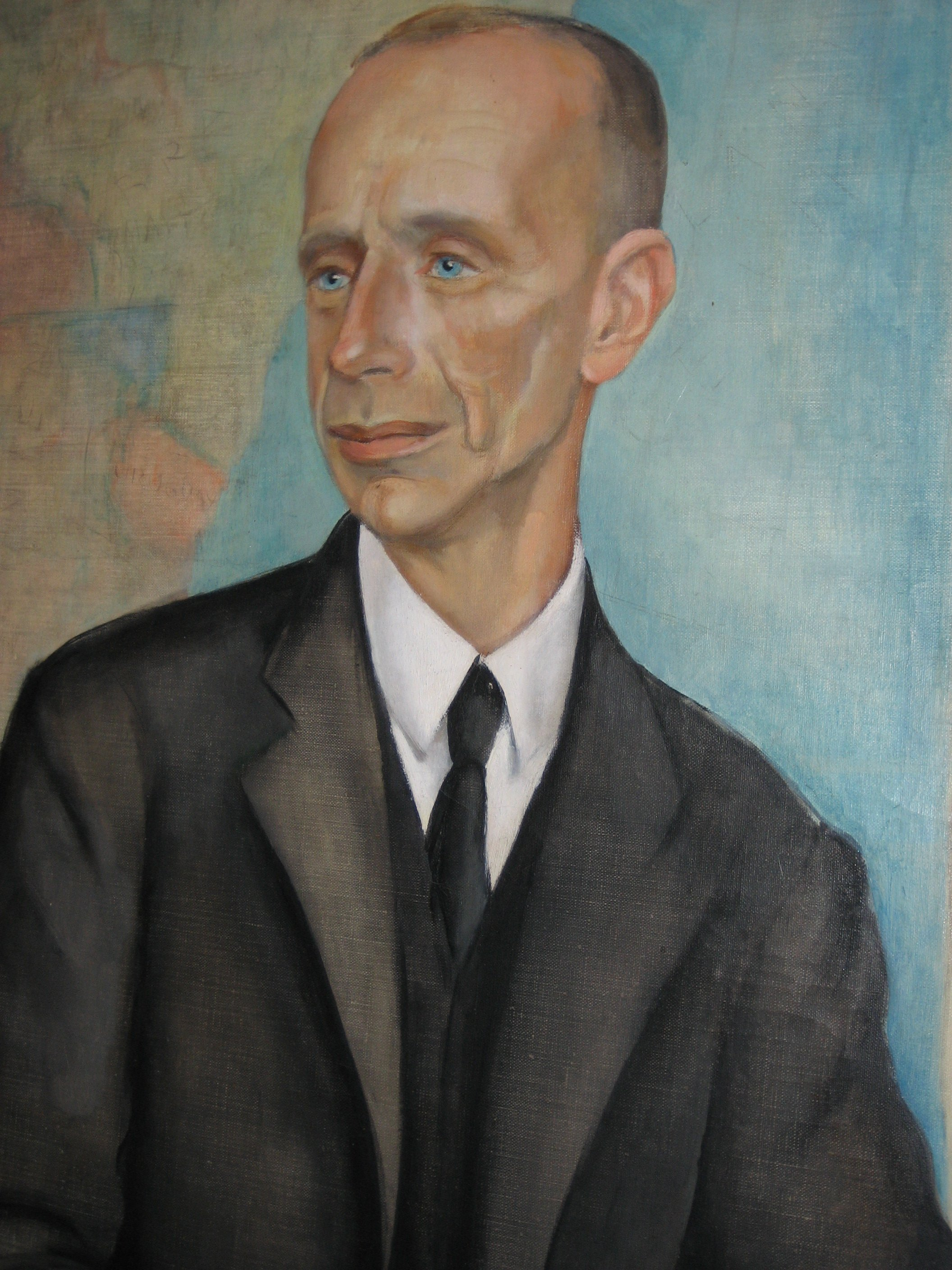
Portret Burcharda Motza
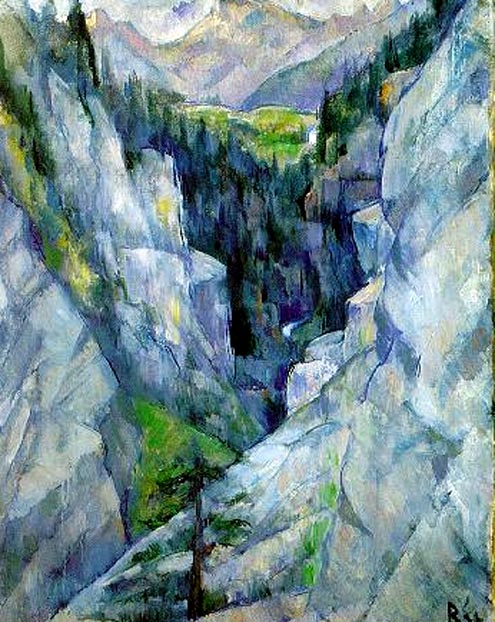
Wąwóz koło Pians